# Centruroides polito
Espèce
Centruroides polito est une espèce de scorpions de la famille des Buthidae.

## Distribution
Cette espèce est endémique de la province de Santiago de Cuba à Cuba. Elle se rencontre vers Guamá.

## Description
La femelle holotype mesure 44,1 mm et la femelle paratype 41,0 mm.

## Étymologie
Cette espèce est nommée en l'honneur de Leopoldo Viña Dávila dit Polito.

## Publication originale
- Teruel, 2007 : « Una nueva especie de Centruroides Marx 1890 del grupo "arctimanus" (Scorpiones: Buthidae) de Cuba oriental. » Boletín de la Sociedad Entomológica Aragonesa, no 40, p. 187-193 (texte intégral).